# Christoph Hellmundt
Christoph Hellmundt (* 26. September 1938 in Stettin; † 3. November 2020 in Leipzig) war ein deutscher Musikwissenschaftler.
Hellmundt studierte in Berlin Musikwissenschaft und Slawistik. 1973 wurde er an der Martin-Luther-Universität Halle-Wittenberg mit einer Arbeit zur Thematik Untersuchungen zur Aufnahme der Werke Mussorgskis in Deutschland unter besonderer Berücksichtigung der Anfänge promoviert.
Von 1962 bis 1991 war er als musikwissenschaftlicher Verlagslektor beim Reclam-Verlag in Leipzig tätig. Nach der Wende wurde er Mitarbeiter an der Leipziger Mendelssohn-Gesamtausgabe und fungierte dabei als Editor und Herausgeber zahlreicher Kompositionen von Felix Mendelssohn Bartholdy. Daneben betätigte er sich ab 1991 auch als Übersetzer und Herausgeber einzelner Titel von und über Andrej Belyj.
Als Rentner lebte Hellmundt einige Jahre in Kürbitz im Vogtland, wo seine Ehefrau Sieglinde Hellmundt aufgewachsen war. Gemeinsam engagierten sie sich dort maßgeblich, als Mitbegründer eines Fördervereines, für die Rettung und den Erhalt des Herrenhauses vom ehemaligen Rittergut zu Kürbitz. 
Christoph Hellmundt starb ein Jahr nach seiner Ehefrau im November 2020 in Leipzig.